# Samuel Sumyk
Samuel Sumyk, dit Sam Sumyk, est un entraîneur français de tennis, né à Lorient en 1967, notamment connu pour avoir entraîné Victoria Azarenka de 2010 à 2015, et mené Garbiñe Muguruza à la victoire à Roland-Garros en 2016 et à Wimbledon en 2017. 

## Biographie
D'origine bretonne, Sam Sumyk a joué au tennis à un bon niveau (3/6) avant de devenir professeur de tennis à Lorient. Au début des années 1990, il part aux États-Unis à la Palmer Tennis Academy à Tampa en Floride. 
Il commence à coacher la joueuse américaine Meilen Tu qui sera numéro 35 mondiale en 2007,. 

### Années 2000
En plus de Meilen Tu, il entraîne simultanément plusieurs joueuses : Anne Kremer, Gisela Dulko et Elena Likhovtseva (qui sera demi-finaliste à Roland-Garros en 2005). Lorsque Meilen Tu prend sa retraite en 2008, il se consacre exclusivement à Vera Zvonareva pendant deux ans. 

### Années 2010
Après une courte collaboration avec la Fédération française de tennis, il entraîne Victoria Azarenka de 2010 à janvier 2015. Pendant cette période, la joueuse biélorusse remporte deux fois l'Open d'Australie (2012 et 2013) et atteint deux fois la finale de l'US Open (2012 et 2013). Elle occupe la place de numéro un mondial pendant 51 semaines. Il met un terme à cette collaboration à l'issue de l'Open d'Australie 2015. Il entraîne alors Eugenie Bouchard de février à août 2015. En septembre, il entame une collaboration avec Garbiñe Muguruza, qui bondit peu après de la 20e à la 4e place du classement WTA. En juin 2016, Garbiñe Muguruza remporte Roland-Garros et remporte le prestigieux tournoi de Wimbledon l'année suivante. Muguruza devient no 1 mondiale à l'issue de l'US Open 2017, devenant la deuxième no 1 mondiale coachée par Sumyk. Entre 2019 et 2020, il entraîne Anastasia Pavlyuchenkova. De juillet 2020 à août 2021, il entraîne la Croate Donna Vekić.

## Vie privée
Sam Sumyk est marié avec l'ancienne joueuse Meilen Tu qu'il a entraînée dans les années 2000.